# 팀 데일리
팀 데일리(Tim Daly, 1956년 3월 1일 ~ )는 미국의 배우이다.

## 영화
- 청춘의 양지
- 메이드 인 헤븐 (1987년 영화)
- 이어 오브 더 코멧
- 데니스는 통화 중
- 지킬 박사와 미스 하이드
- 미스터 커티
- 내가 사랑한 사람
- 베이직 (영화)
- 이웃집 토토로
- 슈퍼맨/배트맨: 공공의 적
- 슈퍼맨/배트맨: 아포칼립스

## 텔레비전
- 슈퍼맨 (애니메이션)
- 도망자 (2000년 드라마)
- 탐정 몽크
- 저징 에이미
- 소프라노스
- 커맨더 인 치프
- 그레이 아나토미
- 프라이빗 프랙티스
- 하와이 파이브-0
- 민디 프로젝트
- 핫 인 클리블랜드
- 마담 세크리터리